# حمام وکیل‌الملک
در مجموعه عمارت وکیل الملک و متصل به پارک سپیدار سنندج، حمامی قدیمی قرار دارد که احتمالاً فقط مورد استفاده افراد خانواده وکیل بوده‌است. این حمام دارای فضاهایی است که در تمام حمام‌های منطقه دیده می‌شود به نظر می‌رسد این حمام هم‌زمان با احداث مجموعه عمارت وکیل الملک که به دوره زندیه بازمی‌گردد، ساخته شده باشد. استفاده از آهک بری در سطح وسیع بر دیوارها و در فضاهای گرم و سرد حمام به چشم می‌خورد و نقش‌های به کار رفته برای تزیین حمام شامل اشکال هندسی، گیاهی و حیوانی است که از نقش طاووس بیشتر استفاده شده‌است.